# Pelikan (województwo wielkopolskie)
Pelikan – przysiółek w Polsce, położony w województwie wielkopolskim, w powiecie kościańskim, w gminie Kościan, na zachód od miasta Kościan. Przecina go droga powiatowa nr 3942P Kościan – Kokorzyn.
W 1793 Pelikan stanowił karczmę w dobrach kokorzyńskich Ksawerego Zaremby. Pod koniec XIX wieku osada liczyła 4 domostwa i 37 mieszkańców. W latach 1975–1998 miejscowość administracyjnie należała do województwa leszczyńskiego.
W rejestrze zabytków figuruje wiatrak z XIX wieku.
Przez Pelikan przebiegają dwa znakowane szlaki piesze:
- leśniczówka Błotkowo – Pelikan – Kościan – Piotrowo
- Krzan – Kokorzyn – Pelikan – Gryżyna – Rąbiń